# Генріх Нордгофф
Генріх Нордгофф (нім. Heinrich Nordhoff, 6 січня 1899, Гільдесгайм, Німеччина — 12 квітня 1968, Вольфсбург, Німеччина) — німецький інженер, який керував компанією Volkswagen після Другої світової війни.

## Біографія
Нордгофф народився в Гільдесгаймі в родині банкіра.  Закінчив Берлінський технічний університет , де став членом римо-католицького братства Асканія-Бургундія, а в 1927 році розпочав роботу в BMW, де працював над авіаційними двигунами.
У 1929 році він пішов працювати в Opel, де накопичив досвід автомобільної промисловості і, оскільки компанія була придбана компанією General Motors незадовго до цього, американської практики в цій галузі . Його швидко підвищили: у 1936 році він був комерційно-технічним директором, який представив публіці новий інноваційний невеликий автомобіль компанії Opel Kadett. У 1942 році, коли виробництво легкових автомобілів значно зменшилося у зв'язку з війною, він перейшов від Герда Штілера фон Гейдекампфа на посаду директора з виробництва флагманського заводу вантажних автомобілів у Бранденбурзі.
Після війни йому заборонили працювати в окупованому американцями секторі через ділову нагороду, яку він отримав від нацистів  . Він влаштувався менеджером служби в гаражі Гамбурга.  Гамбург був центральним місцем для Контрольної комісії Німеччини - British Element, яка завербувала його на посаду керуючого директора заводу Volkswagen у Вольфсбурзі за наполяганням майора британської армії Івана Херста, який керував заводом.  Нордгофф зайняв цю посаду 1 січня 1948 р. 
Протягом свого першого курсу на посаді Нордгофф подвоїв виробництво до 19 244 автомобілів.  На кінець 1961 року щорічне виробництво перевищило мільйон автомобілів.   Він став легендарним завдяки тому, що перетворив Volkswagen Beetle на світовий автомобільний феномен; він розвивав експортні ринки та, зрештою, виробничі потужності за кордоном. Він започаткував ідею постійного вдосконалення, залишаючи стиль незмінним. Він дав ліберальні пільги працівникам Volkswagen і збільшив шкалу оплати праці. Протягом шести років після придбання Volkswagen, зменшив кількість людських годин на виготовлення одного автомобіля на 75 відсотків, з 400 до 100. Його прагнення вдосконалити виготовлення у Volkswagen зробило  Volkswagen Beetle знаменитим своєю куленепроникною надійністю.
У 1955 році, незадовго до того, як завод у Вольфсбурзі відсвяткував свій мільйонний Volkswagen, він був нагороджений хрестом Федеральної служби з зіркою .
Здатність Нордгоффа продавати автомобілі та його досягнення у тому, що спочатку поставив фабрику у Вольфсбурзі на міцну основу, а потім зробив Фольксваген національним та міжнародним успіхом, не піддавалися сумніву, але його критикували на різних підставах. Під час війни у Бранденбурзі він використовував рабську працю, хоча, як повідомляється, забезпечував робітників достатнім харчуванням, притулком та одягом  . Він повністю визнав успіхи компанії і вважався надмірно саморекламою; у 50-х роках німецька преса отримала прізвисько «король Нордгофф» . Нарешті, як це стало очевидним у 1960-х роках, Volkswagen занадто повільно та неефективно розробляв нові конструкції під його керівництвом.  Під час публічної боротьби за Volkswagen Beetle, починаючи з 1952 року, Нордгофф витратив 200 мільйонів DM за лаштунками на розробку нових моделей, деякі у партнерстві з іншими виробниками, але його нерішучість призвела до відмови від усіх таких прототипів.  Наприкінці 1960-х років Volkswagen Beetle стикався з серйозною конкуренцією з боку японських, американських та інших європейських моделей на різних ринках. Зрештою, придбання Auto Union у 1964 році з метою забезпечення ще більших виробничих потужностей для Beetles в кінцевому підсумку забезпечило групу як тим, що стане її розкішним брендом - Audi - так і досвідом, щоб остаточно замінити Beetle та його хвостовий двигун.
Нордгофф переніс серцевий напад влітку 1967 року, і хоча він повернувся на роботу в жовтні, він помер через півроку, у квітні 1968 року; він мав вийти на пенсію тієї осені .